# Pomarez
Pomarez (okzitanisch: Pomarés) ist eine französische Gemeinde mit 1.605 Einwohnern (Stand: 1. Januar 2022)  im Département Landes in der Region Nouvelle-Aquitaine. Sie gehört zum Kanton Coteau de Chalosse im Arrondissement Dax.

## Geografie
Die Gemeinde Pomarez liegt etwa 15 Kilometer südöstlich von Dax. Der Luy begrenzt die Gemeinde im Nordosten. Umgeben wird Pomarez von den Nachbargemeinden Castelnau-Chalosse im Norden, Donzacq im Nordosten, Castel-Sarrazin im Osten, Tilh im Süden, Mouscardès im Südwesten, Estibeaux im Südwesten und Westen sowie Clermont und Ozourt im Nordwesten.

## Bevölkerung
| Jahr                       | 1962 | 1968 | 1975 | 1982 | 1990 | 1999 | 2006 | 2013 | 2021 |
| -------------------------- | ---- | ---- | ---- | ---- | ---- | ---- | ---- | ---- | ---- |
| Einwohner                  | 1400 | 1455 | 1427 | 1462 | 1481 | 1452 | 1478 | 1498 | 1579 |
| Quellen: Cassini und INSEE |      |      |      |      |      |      |      |      |      |

## Sehenswürdigkeiten
- Kirche Notre-Dame-de-l'Assomption aus dem Jahr 1893
- Stierkampfarena von 1931
- Wasserturm im Ortsteil Gnaou

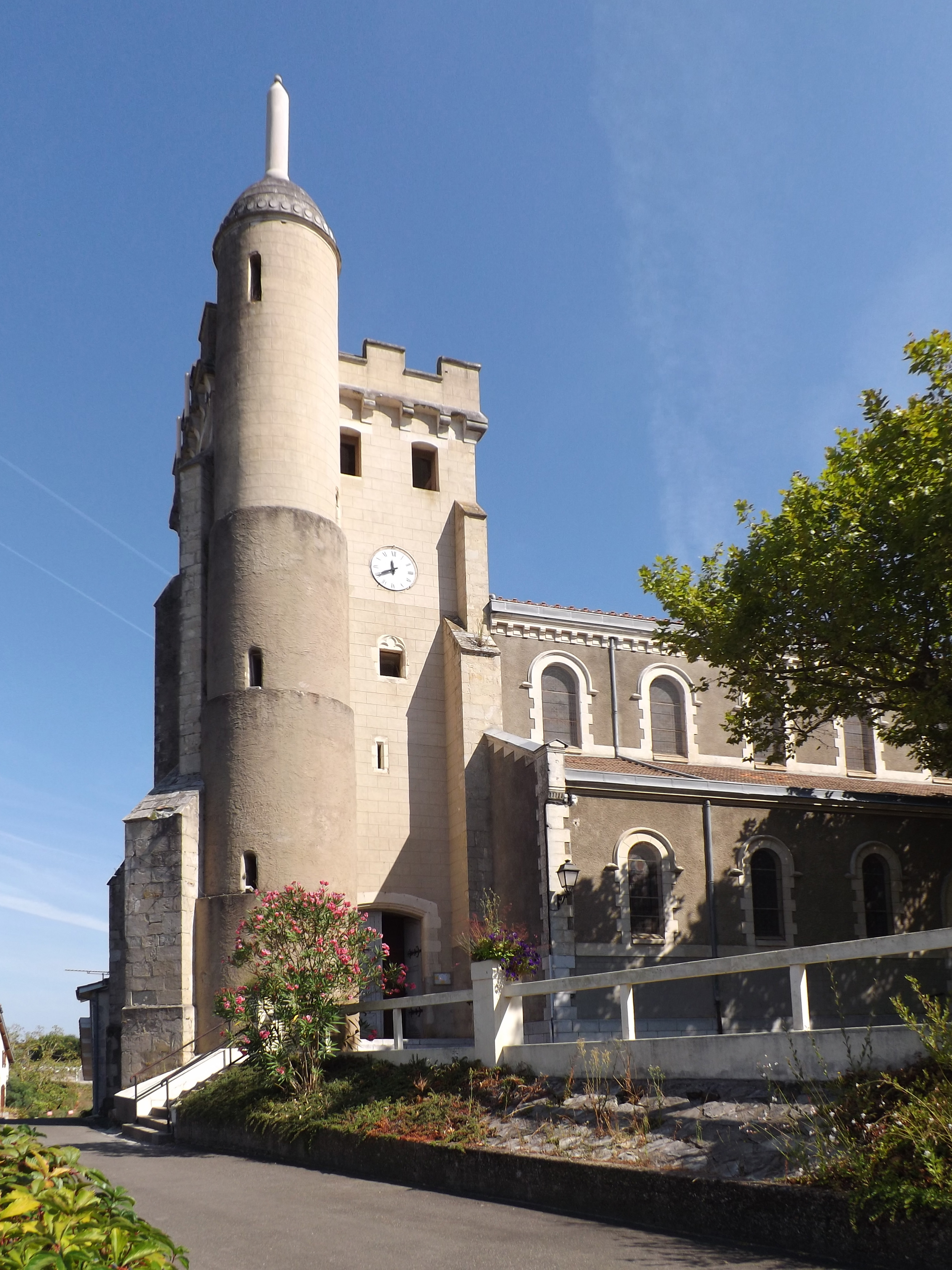
Kirche Notre-Dame-de-l'Assomption
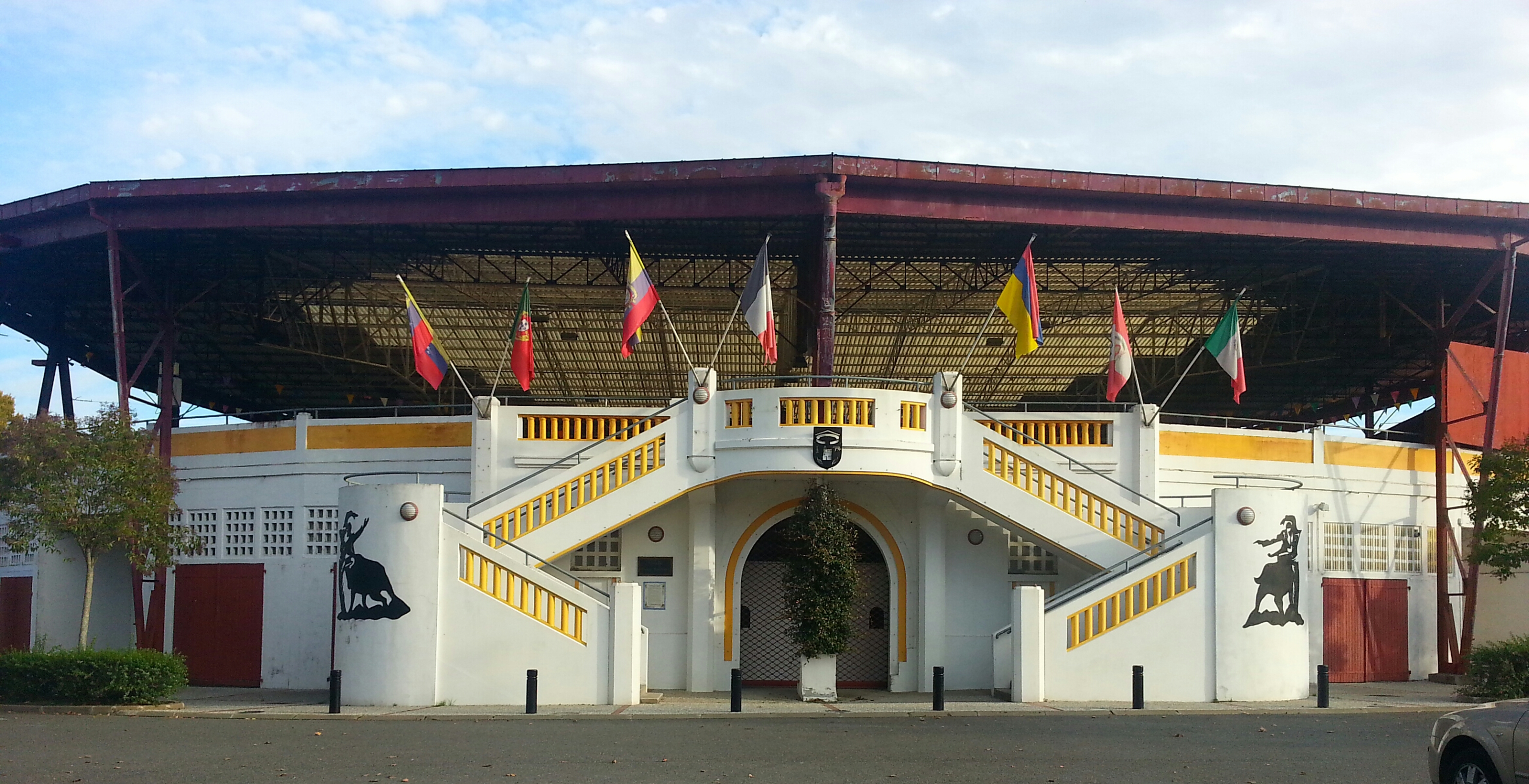
Stierkampfarena